# Jiribam
Jiribam è una città dell'India di 6.426 abitanti, situata nel distretto di Imphal Est, nello stato federato del Manipur. In base al numero di abitanti la città rientra nella classe V (da 5.000 a 9.999 persone).

## Geografia fisica
La città è situata a 24° 48' 07 N e 93° 07' 24 E.

## Società

### Evoluzione demografica
Al censimento del 2001 la popolazione di Jiribam assommava a 6.426 persone, delle quali 3.141 maschi e 3.285 femmine. I bambini di età inferiore o uguale ai sei anni assommavano a 858, dei quali 407 maschi e 451 femmine. Infine, coloro che erano in grado di saper almeno leggere e scrivere erano 4.690, dei quali 2.507 maschi e 2.183 femmine.